# Jackboots on Whitehall
Jackboots on Whitehall es una película satírica británica de 2010 que retrata una historia alternativa de la Segunda Guerra Mundial, en el que la Alemania nazi se ha apoderado de Londres, haciendo que los británicos se agrupen junto a la Muralla de Adriano para que puedan frustrar la invasión alemana. Se trata de la primera película de su tipo en función de marionetas animatrónicas y las voces de actores británicos bien conocidos incluyendo a Ewan McGregor, Rosamund Pike, Richard E. Grant, Timothy Spall, Richard O'Brien y Richard Griffiths. La película cuenta con Frank Mannion como productor ejecutivo. La película se estrenó en el Reino Unido el 8 de octubre de 2010.

## Trama
En 1940, el enemigo nazi invade Gran Bretaña mediante una perforación debajo del Canal de la Mancha les permite llegar a Whitehall. En Londres, desde su búnker debajo de Downing Street, el primer ministro Winston Churchill (Timothy Spall) hace una llamada a las armas para toda la Gran Bretaña con el fin de unirse para resistir a los invasores. En un pequeño pueblo, Chris (Ewan McGregor), un joven trabajador agrícola incita a los residentes a luchar. Uniendo fuerzas con un pequeño grupo de soldados de Churchill, el movimiento de resistencia se retira a la Muralla de Adriano, donde los salvadores inverosímiles del país provienen de las Tierras Altas de Escocia.

## Reparto
| Actor             | Personaje                 | Notas                                                       |
| ----------------- | ------------------------- | ----------------------------------------------------------- |
| Ewan McGregor     | Chris                     |                                                             |
| Rosamund Pike     | Daisy                     |                                                             |
| Richard E. Grant  | El vicario                |                                                             |
| Timothy Spall     | Winston Churchill         | Spall retomó su papel como Churchill en El discurso del rey |
| Tom Wilkinson     | Albert y Joseph Goebbels  |                                                             |
| Dominic West      | Fiske                     |                                                             |
| Alan Cumming      | Adolf Hitler y Braveheart |                                                             |
| Sanjeev Bhaskar   | Mayor Rupee               |                                                             |
| Richard Griffiths | Hermann Göring            |                                                             |
| Richard O'Brien   | Heinrich Himmler          |                                                             |
| Stephen Merchant  | Tom                       |                                                             |
| Pam Ferris        | Matron Rutty              |                                                             |
| Hugh Fraser       | Gaston y el Newsreader    |                                                             |
| Tobias Menzies    | Capitán English           |                                                             |
| Neil Newbon       | Capitán del Zeppelin      |                                                             |

Notas del Reparto
En el uso de personajes de la vida real para encarnar una imagen más precisa, algunos personajes son fácilmente reconocibles. El personaje de Fiske, por ejemplo, fue modelado sobre la base del héroe de la batalla de Inglaterra, y piloto estadounidense Billy Fiske, pero encarna las características de la leyenda del cine Clark Gable.

## Producción
Los escritores y directores Edward y Rory McHenry pusieron una enorme cantidad de esfuerzo en las creaciones y modelos animatrónicos, conocidos como "Supermarionetas" que contó con la precisión de uniformes de época, la arquitectura y el equipamiento militar. Con un enfoque en el período real de la batalla de Gran Bretaña, los siguientes modelos de aeronaves eran esenciales para la representación de la historia alternativa: 
- Fairey Fulmar MkI
- Focke-Wulf Fw 190D
- Hawker Hurricane
- Junkers Ju 88A
- Junkers Ju 87B-2 Stuka
- Messerschmitt Bf 109E
- Supermarine Spitfire I

Además, también se destacaron los siguientes modelos:
- Douglas DC-3
- Ford 4-AT-A Trimotor
- Sopwith F.1 Camel
- Zeppelin LZ 129 Hindenburg

## Recepción
La película recibió críticas mixtas; Robbie Collin, de News of the World, dio a la película 4 estrellas resumiéndola como "Una estupidez, tontería desechable - y esa es la idea". La Revista Total Film también dio a la película 4 estrellas al destacando "Jackboots fusiona ingeniosamente iconografía de una película de guerra, el revisionismo de Inglorious y las tonterías de Team America  para crear una película hilarante y entrañable de una sola vez ".
Mientras que El Guardián elogió el "impresionante elenco vocal de estrellas" en Jackboots on Whitehall, y lo calificó como un "trabajo de amor" por sus directores y guionistas, concluyendo que era "amigablemente intencionada pero desesperadamente débil en términos de guion" comparándolo desfavorablemente con Wallace y Gromit y Team America: World Police. Otros comentarios eran de naturaleza similar; la revisión en The Telegraph caracterizó la película como "una comedia emprendedora pero en última instancia una exageración grosera".

## Banda sonora
Toda la música fue compuesta por Guy Michelmore.
| Título                       | Intérprete                                                                            |
| ---------------------------- | ------------------------------------------------------------------------------------- |
| Battle Of Britain            |                                                                                       |
| Harvest And Village          |                                                                                       |
| Nazi Airship Attack          |                                                                                       |
| Punjabi's Last Stand         |                                                                                       |
| Light The Beacons            |                                                                                       |
| Last Of The Few              |                                                                                       |
| Retreat To Scotland          |                                                                                       |
| Battle Of Downing Street     |                                                                                       |
| Chris To The Rescue          |                                                                                       |
| Freedom                      |                                                                                       |
| Nazis In London              |                                                                                       |
| Travelling North             |                                                                                       |
| Punjabi's Escape From London |                                                                                       |
| Hadrian's Wall               |                                                                                       |
| Aurora Borealis              |                                                                                       |
| Where Is Herr Churchill?     |                                                                                       |
| The Morning After            |                                                                                       |
| A Highland Morning           |                                                                                       |
| Chris' Mission               |                                                                                       |
| Facing The Enemy             |                                                                                       |
| Jerusalem                    | Rosamund Pike, Tom Wilkinson, Stephen Merchant, Sanjeev Bhaskar, Pam Ferris y reparto |
| Defending The Wall           |                                                                                       |
| The Battle                   |                                                                                       |
| Facing Defeat                |                                                                                       |
| Scottish Attack              |                                                                                       |
| You're A Scotsman            |                                                                                       |
| The Fallen                   |                                                                                       |
| Rule Britannia               |                                                                                       |
| Scots Revenge                |                                                                                       |
| Whitehall March              |                                                                                       |
| Scotland The Brave           |                                                                                       |
| Jackboots Demo               |                                                                                       |